# Margaret Dale
Margaret Dale (6 de marzo de 1876 – 23 de marzo de 1972) fue una actriz teatral y cinematográfica estadounidense, que actuó en Broadway a lo largo de más de cincuenta años, además de trabajar de manera ocasional para el cine en la década de 1920. 

## Biografía
Nacida en Filadelfia, Pensilvania, empezó su carrera teatral en la compañía teatral de Charles Frohman en 1898. En 1905 fue primera actriz trabajando junto a John Drew, Jr.. Entre 1911 y 1917 actuó con George Arliss en la obra Disraeli.
En 1920 Dale intervino en su primera película, The World and His Wife, trabajando en seis filmes entre 1920 y 1934. Volvió a trabajar con Arliss en 1921 para rodar la versión cinematográfica de Disraeli, producida por la misma compañía del actor, y estrenada por medio de United Artists. Esta cinta se considera perdida. Dale no volvió a trabajar con Arliss cuando éste filmó una versión sonora de la misma obra en 1929. 
En 1922 trabajó en el melodrama de D. W. Griffith One Exciting Night, rodado en los estudios Mamaroneck en Long Island. El último film de Dale, y único sonoro de su carrera, fue The Man With Two Faces, protagonizado por Edward G. Robinson.
Margaret Dale falleció en 1972 en la ciudad de Nueva York.